# Chant I de l'Enfer
 (décembre 2022).
Si vous disposez d'ouvrages ou d'articles de référence ou si vous connaissez des sites web de qualité traitant du thème abordé ici, merci de compléter l'article en donnant les références utiles à sa vérifiabilité et en les liant à la section « Notes et références ».
Le Chant I de l'Enfer sert de préambule à l'Enfer et à la totalité de la Divine Comédie du poète florentin Dante Alighieri. Il se déroule dans une forêt puis sur les pentes qui conduisent au sommet d'une colline. Nous sommes dans la nuit du 7 au 8 avril 1300 (Vendredi saint), ou, selon d'autres commentateurs, entre le 24 et le 25 mars 1300 (anniversaire de l'Incarnation de Jésus Christ). Dante y rencontre Virgile qui l'accompagnera dans la visite de l'Enfer, première étape dans la purification du péché.

## Incipit
« Incomincia la Comedia di Dante Alleghieri di Fiorenza, ne la quale tratta de le pene e punimenti de' vizi e de' meriti e premi de le virtù. Comincia il canto primo de la prima parte nel qual l'auttore fa proemio a tutta l'opera. »
« Commencement de la Divine Comédie de Dante Alighieri de Florence, où il est question des peines et châtiments des vices et des mérites et récompenses des vertus. Chant premier de la première partie dans lequel l'auteur fait un préambule à toute l'œuvre, »

## Synthèse
Au printemps de l'année 1300, l'année du premier jubilé, Dante a trente-cinq ans. Il est « nel mezzo del cammin » (« au milieu du chemin » c'est-à-dire à la moitié de sa vie dans la mesure où la durée de vie moyenne de l'homme est alors de soixante-dix ans, comme il l'a exprimé dans le Convivio) lorsqu'il se retrouve, ayant perdu la « giusta via » (la « route droite »), « in una selva oscura » (« dans une forêt obscure »), allégorie de la perdition et du péché. Plus il chemine, plus cette route devient sombre et effrayante. Arrivé au soir, le poète se rend compte, « il lago del cuore » (« le lac du cœur ») envahi par la peur, qu'il est désormais perdu et qu'il n'y a plus aucun moyen d'en sortir. Il décide de passer la nuit là. Au matin, Dante voit que les rayons du soleil, représentant allégoriquement la présence de Dieu dans la Commedia, sont là pour assister à son réveil, pénétrant au plus profond de la forêt grâce à quelques éclaircies dans les feuilles. La force et l'énergie qu'émet la lumière lui donnent le courage de poursuivre son exploration. À peine initiée la montée de la colline, semblant avoir surveillé le poète durant la nuit, trois fauves (une lonce au manteau marbré, un lion à la tête haute et à la faim enragée et une louve dont la maigreur signale la convoitise) lui barrent le chemin et le repoussent dans la vallée de la perdition, lui faisant perdre toute espérance d'atteindre le sommet.
Surgit alors une forme à laquelle Dante demande si elle est un homme de chair et d'os ou un esprit. C'est l'âme de Virgile. Le cœur affligé, le poète implore son aide. Virgile lui révèle que le Christ interviendra pour sauver les hommes, envoyant sur la terre un vautre qui repoussera la louve en enfer et ajoute qu'il lui sera possible d'être sauvé des trois fauves à condition de visiter l'Enfer, règne de la perdition, le Purgatoire, règne de la pénitence et le Paradis, règne de la béatitude et royaume de Dieu. C'est là l'unique voie de salut, annonce Virgile, et Dante la parcourra sous sa conduite en enfer et au purgatoire, guidé par Beatrice au paradis jusqu'à l'Empyrée, mais pour avoir la vision de Dieu, il sera aidé par Bernard de Clairvaux. Dante choisit Saint Bernard pour son esprit contemplatif et sa dévotion à la Vierge.

### Vue générale
« À la chute du jour, le poète s’égare dans une forêt. — Il y passe la nuit, et se trouve au lever du soleil devant une colline où il essaye de monter, mais trois bêtes féroces lui en défendent l’approche. — C’est alors que Virgile lui apparaît et lui propose de descendre. »

## Analyse du chant

### La forêt - vv. 1-12
« Nel mezzo del cammin di nostra vita / mi ritrovai per una selva oscura / ché la diritta via era smarrita »,.
Dès le premier vers de la Divine Comédie, Dante met l'accent sur le caractère collectif de sa propre expérience en utilisant le possessif pluriel nostra (« notre ») pour présenter cette vie dont la moitié, pour la moyenne des individus de l'époque, se situe à l'âge de trente-cinq ans. L'âge moyen d'un homme est alors en effet de soixante-dix ans comme il l'écrit dans le Convivio en citant le Livre des Psaumes. Né en 1265 Dante se trouve très exactement au milieu de ce « chemin » en 1300, année hautement symbolique durant laquelle se déroule le premier jubilé. Le terme « chemin » introduit en outre le thème du voyage que décrit le poème.

Après la mort de Beatrice, Dante se trouve, à trente-cinq ans, à la moitié de son « chemin », dans une forêt non seulement de péché et de perdition mais également de grande et terrible douleur.
L'action débute in medias res. Ce procédé permet à Dante d'éviter certains points incommodes de la narration durant lesquels il feint de ne pas se souvenir des choses, s'évanouit ou est absent au moins intellectuellement même s'il est toujours physiquement présent. Le poète s'est perdu dans une « forêt obscure », au sens allégorique un moment difficile de sa vie et plus généralement la « forêt du péché » ou de l'erreur. La forêt obscure représente la perdition et l'erreur dans la Commedia comme dans la tradition classique des contes populaires. « La diritta via » (« la route droite ») au contraire représente clairement la rectitude, à l'opposé de la déviance, morale et spirituelle.
La douleur et la peur sont telles rétrospectivement chez Dante le narrateur qu'il lui est impossible, dans l'analepse de son récit, de décrire le souvenir de la dureté de cette « selva selvaggia » (« forêt sauvage »). Bien que cette forêt (ou le péché qu'elle représente) fût à peine moins amère que la mort (entendue comme la damnation), il est pourtant nécessaire que le poète revive cette expérience par la narration pour pouvoir parler du bien qu'il y a finalement rencontré : c'est là le concept même de la comédie qui, après des débuts difficiles, se verra couronnée par une fin heureuse. Dante ne se rappelle pas très bien comment il s'est perdu à cause d'une torpeur des sens qui lui fit perdre « la verace via » (« la vraie voie »). Le sens allégorique apparaît également sous le récit de l'événement.

### La colline illuminée par le soleil - vv. 13-30
Dante arrive au pied d'une colline (le diletto monte - la « montagne aimée » - du vers 77) où se termine la forêt (la valle) derrière laquelle paraît le soleil, calmant un peu son inquiétude. La lumière symbolise la Grâce divine qui illumine le chemin de l'homme. La colline est dont une voie de salut, interprétée parfois comme le bonheur terrestre vers lequel chaque homme tend naturellement. Dante pense pouvoir atteindre la colline après avoir repris des forces et la peur qui avait empli son cœur durant la nuit passée con tanta pieta, en si grande douleur, commence à s'évanouir.
La première comparaison du poème est consacrée à ce sentiment de réconfort : comme celui qui vient d'échapper à la noyade et arrive laborieusement sur la rive regarde en arrière pour revoir cette eau perigliosa, Dante se retourne pour voir ce passage « che non lasciò già mai persona viva » (« qui ne laissa jamais personne en vie »). Si le « passage » (le passo) désigne le péché, personne n'en sort en effet indemne, personne ne peut en sortir sans la lumière de la Grâce divine.
Après un moment de repos, Dante reprend la montée « sì che'l pié fermo sempre era 'l più basso » (le pied ferme restant toujours le plus bas). Jacqueline Risset précise en note que « le pied immobile était [...] le pied gauche alourdi et empêché par les passions humaines ».

### Les trois fauves - vv. 31-60
Sa marche est à peine initiée qu'apparaît une lonce légère et rapide (presta), couverte d'un pelage tacheté (semblable à un léopard ou à un lynx), obstinément immobile face à Dante, au point de l'inciter à rebrousser chemin, ce que le poète indique par une paronymie : « fui per ritornar più volte vòlto » marquant l'hésitation, au moyen d'un bégaiement simulé, de Dante effrayé. La lonce et les animaux qui suivront sont symboles soit de vertus soit de faiblesses spécifiques, selon les indications du bestiaire médiéval. En l'occurrence, les commentateurs anciens s'accordent tous pour associer la lonce à la luxure (mais aussi à Florence).
Dante ne dit pas si cette lonce s'approche ou s'éloigne mais il insère, dans un décrochement de son récit, une allusion à l'heure matinale lors de laquelle le soleil monte avec les étoiles et qu'il rapproche du temps de la Création : la première constellation du zodiaque, celle du Bélier, situe la scène à une époque de l'année proche de l'équinoxe de printemps, moment propice qui permet à Dante d'espérer pouvoir éviter ce fauve « a la gaetta pelle » (au pelage bigarré).
L'espérance est de courte durée, bientôt anéantie par l'apparition d'un lion semblant venir à la rencontre de Dante, la tête haute et la « rabbiosa fame » (la faim enragée), avec une violence telle que l'air paraissait en trembler (« che l'aere ne temesse »). Le lion, symbole d'orgueil, désigne aussi l'empire.
Aussitôt surgit une louve dont la maigreur et l'allure signalait la convoitise. Son aspect est tellement effrayant, qui avait déjà dévasté la vie de bien des gens, qu'à son approche Dante perd tout espoir de rejoindre les hauteurs de la colline. La louve est des trois le fauve le plus dangereux et symbolise l'avidité (celle de l'Église, qui veut toujours plus) et non, au contraire d'une croyance erronée, l'avarice : l'avarice est la tendance à garder pour soi et à ne pas partager ce que l'on possède ; l'avidité comme la cupidité ou la convoitise, est la volonté de posséder un bien en quantité toujours plus importante : l'attachement à des biens est enraciné dans l'homme et difficile à dépasser. Comme un joueur de hasard qui a tout misé jusqu'à ce qu'il ait tout perdu, Dante se sent maintenant triste et abattu, désespéré par la présence de la « bestia senza pace » qui s'approche, implacable, et le repousse peu à peu « là dove 'l sol tace » (là ou le soleil se tait), dans la forêt du péché.
Parmi d'autres commentateurs, Jacqueline Risset présente aussi les trois fauves comme symbole des trois catégories de péché correspondant aux trois zones de l'enfer : l'incontinence (la lonce), la violence (le lion) et la fraude (la louve). Les trois bêtes annoncent également une interprétation politique des pouvoirs dévoyés qui régentaient l'Italie médiévale : la louve comme la Rome papale, le lion comme l'Empire, la lonce comme les princes féodaux. Toutefois, des trois fauves, la louve est celle qui suscite le plus de problèmes d'interprétation : si certains, comme Singleton, l'associent à la fraude, d'autres grands commentateurs de Dante l'identifient comme l'envie. 

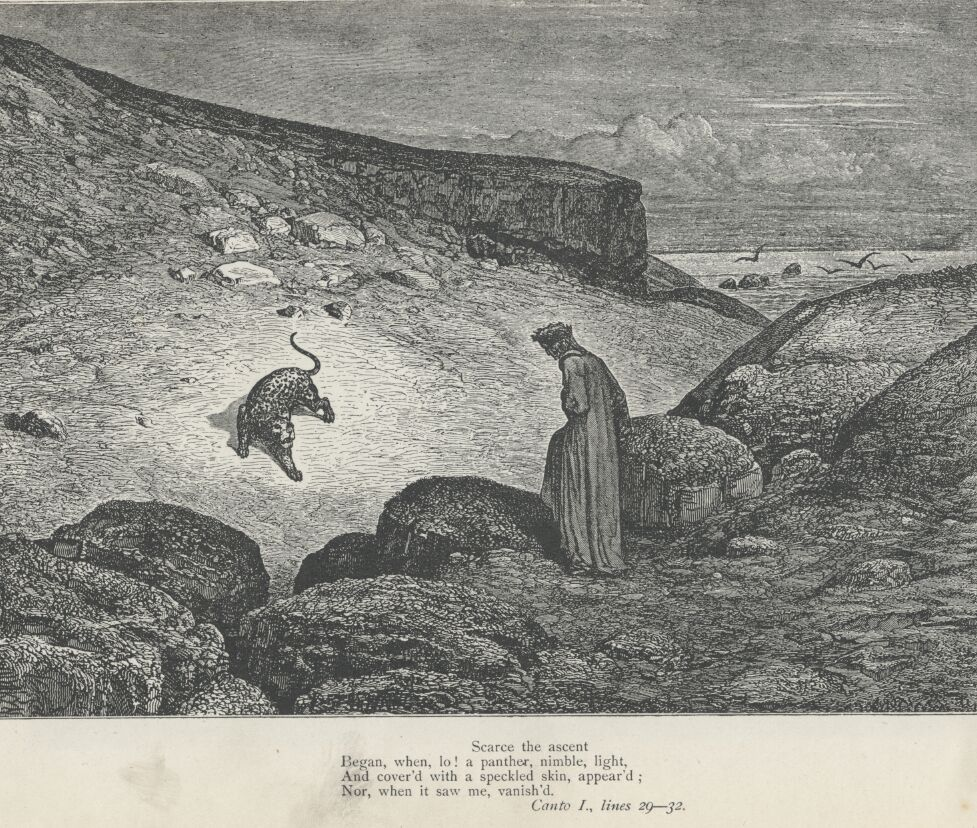
La lonce (illustration de Gustave Doré)
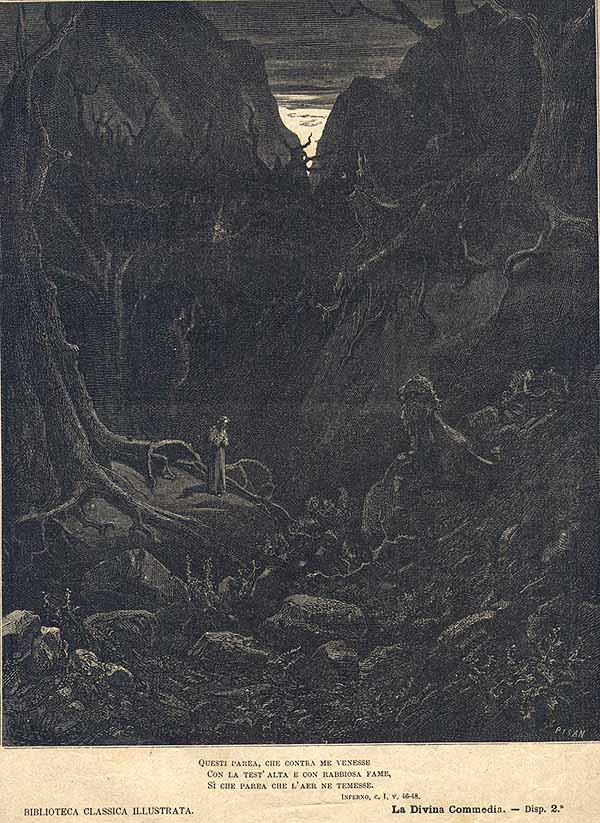
Le lion (Doré)
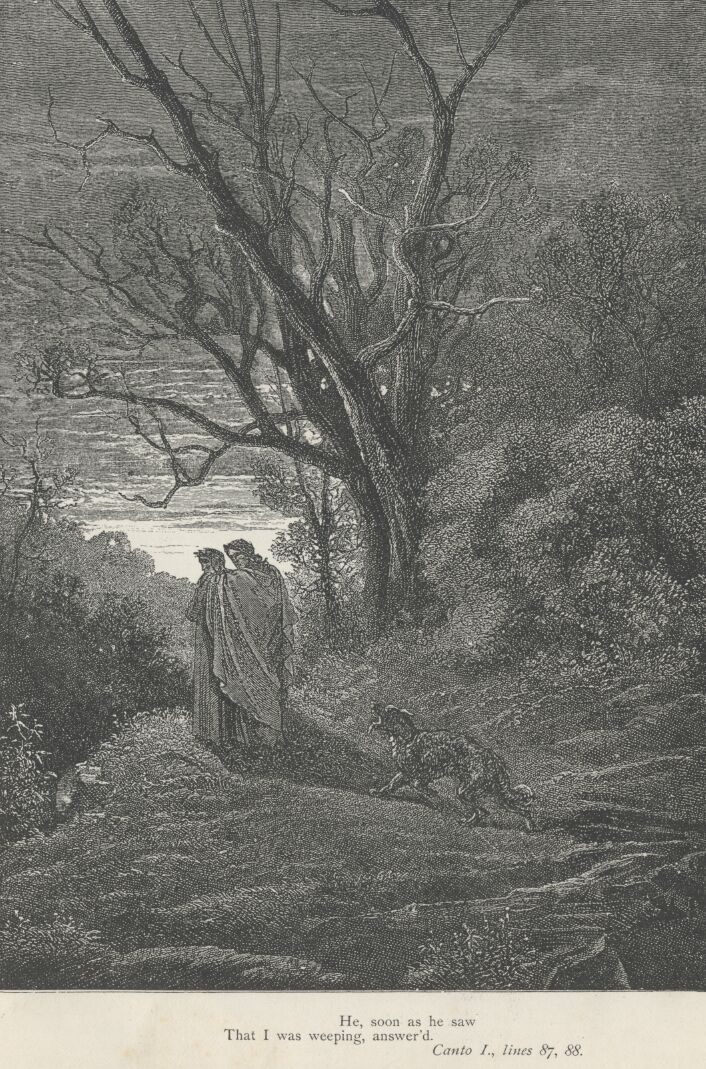
La louve (Doré)

### L'apparition de Virgile - vv. 61-99
Alors que Dante retourne en arrière, s'abîmant à nouveau dans la forêt du péché (« Mentre ch'i' rovinava in basso loco »), surgit du néant une nouvelle apparition. Quelqu'un, semblant affaibli par une longue période de silence (« chi per lungo silenzio parea fioco » : on verra rapidement que cette métaphore représente la raison longtemps assoupie), se manifeste sous les yeux de Dante. Le poète apeuré s'adresse à lui en implorant miséricorde, qu'il soit « ombra », une âme trépassée, ou « omo certo », un homme réel.

### Le voyage dans l'au-delà - vv. 112-135

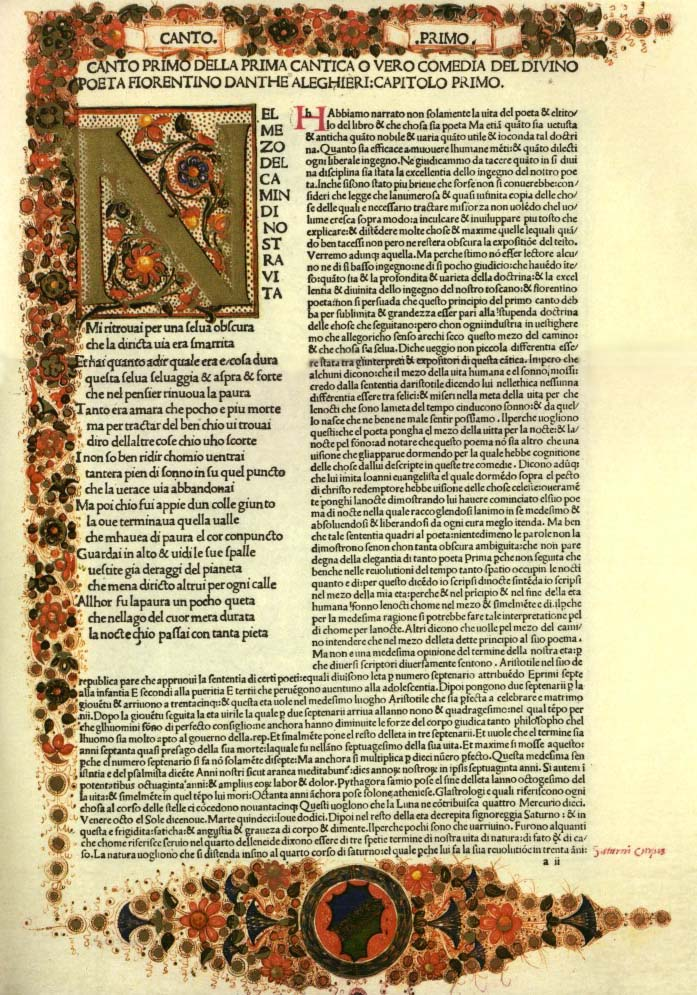
Première page de l'Enfer dans un manuscrit enluminé
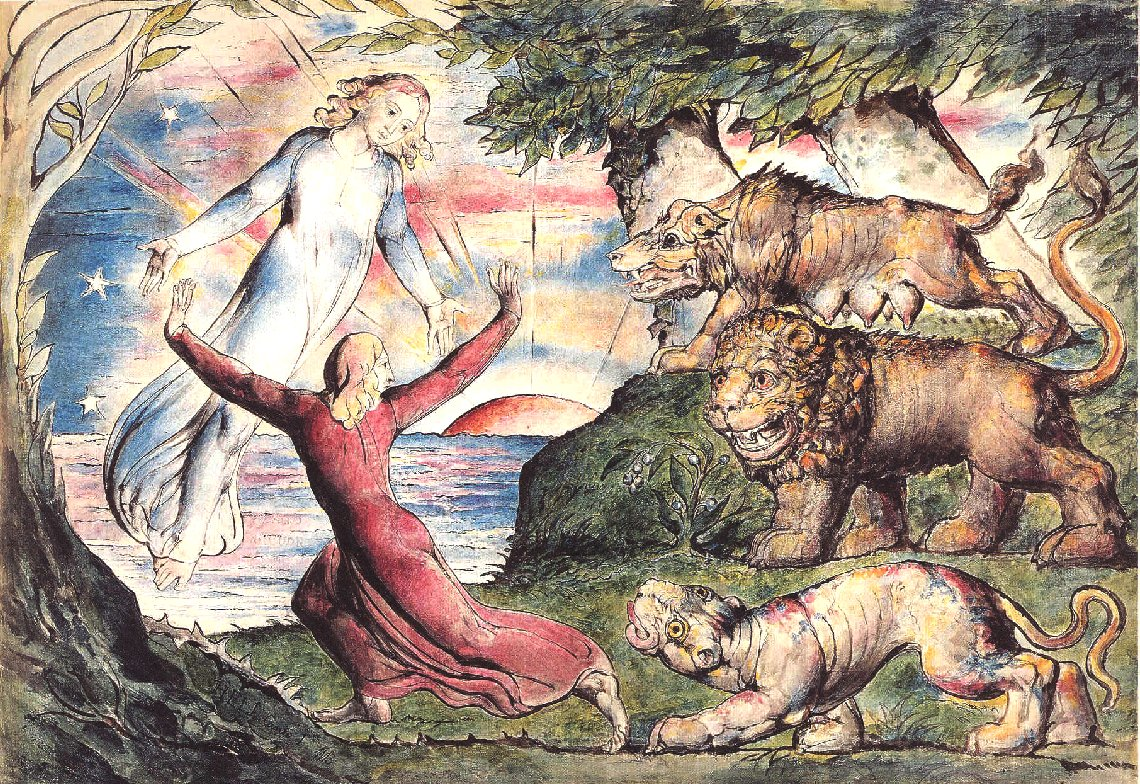
Illustration du Chant I par William Blake
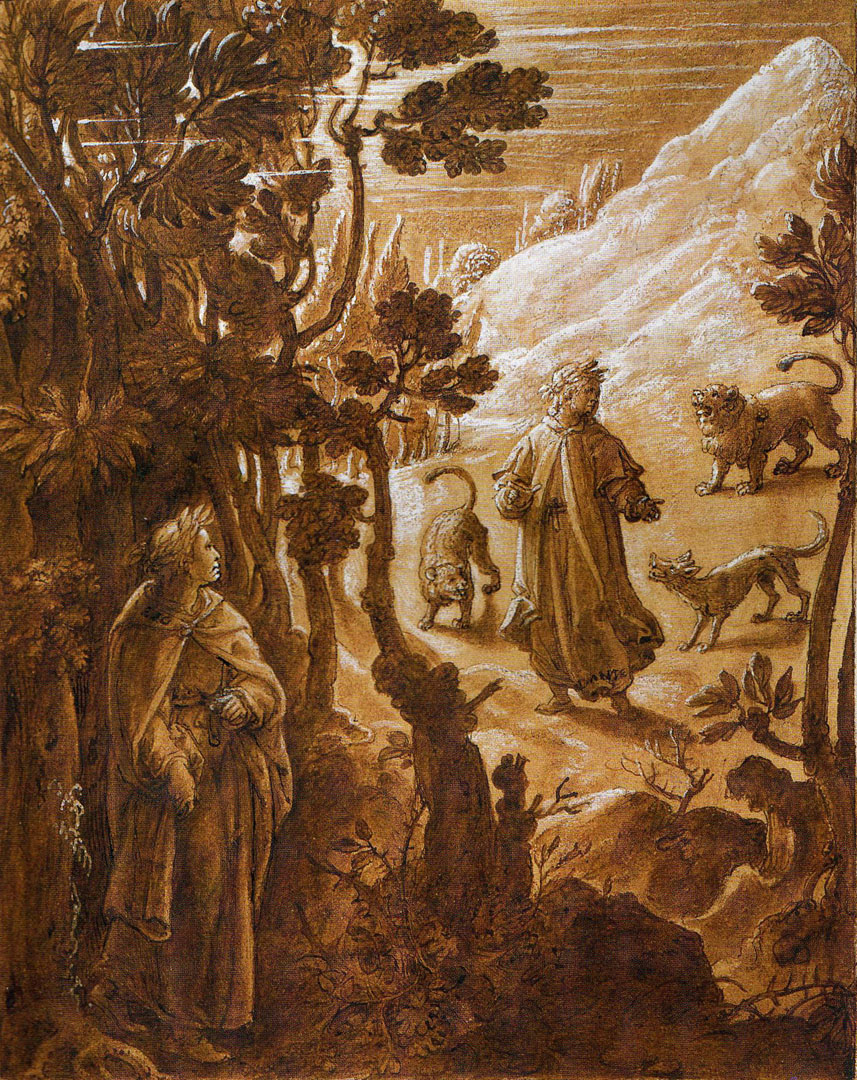
Canto 1, Giovanni Stradano (1587)
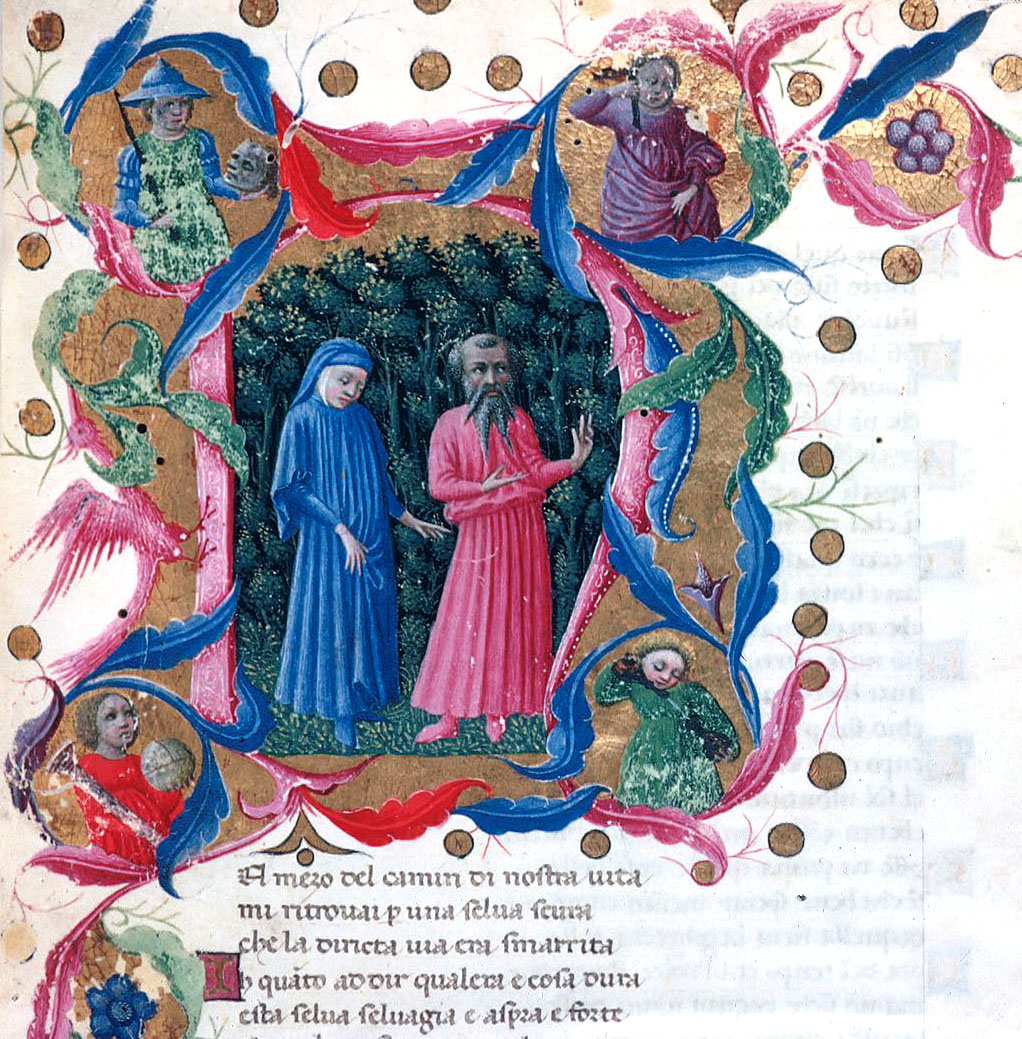
Dante et Virgile, codex de la British Library, enluminure de Priamo della Quercia (XVe siècle)